# 维尔纳·兰珀
维尔纳·兰珀（德語：Werner Lampe，1952年11月30日—），德国男子游泳运动员。他曾代表西德参加1972年和1976年夏季奥林匹克运动会游泳比赛，获得一枚银牌和一枚铜牌。